# Lux Kassidy
Lux Kassidy (Los Ángeles, California; 17 de mayo de 1985) es una modelo erótica y actriz pornográfica estadounidense.
Antes de su carrera como modelo erótica, Kassidy tenía empleos en una oficina de bienes raíces, un restaurante y en la oficina de un doctor. Ella entró en la industria de la pornografía en el 2006, a la edad de 21. Su carrera como actriz porno ha sido solamente lesbianismo, comenzando con su debut en Lux’s Life de Vivid Entertainment. Su primer nombre fue tomado por el personaje de Kirsten Dunst en la película Virgin Suicide, su segundo por un personaje de Nash Bridges. Kassidy ha aparecido en revistas tales como Hustler and Club International, y en octubre de 2007 ella fue la Penthouse Pet del mes.
Lux también ha modelado para la integración de la salud y la aptitud física con Fantasy Fitness.